# Zyras peranomalus
Zyras peranomalus – gatunek chrząszcza z rodziny kusakowatych i podrodziny rydzenic.
Gatunek ten opisał po raz pierwszy w 1996 roku Roberto Pace na łamach „Revue suisse de Zoologie”. Jako lokalizację typową wskazano Góry Aberdare w Kenii.
Chrząszcz o lekko zmatowiałym, wydłużonym w zarysie ciele długości 5,7 mm. Głowa jest rudobrązowo ubarwiona, wyraźnie siateczkowana, pokryta zatartym i drobnym punktowaniem. Czułki mają człony pierwszy i drugi  rudożółte, pozostałe człony zaś brązowe. Wszystkie człony są nieco ściśnięte bocznie. Rudobrązowe, mocniej poprzeczne niż u Z. braunsi przedplecze ma wyraźne siateczkowanie oraz drobne, zatarte punktowanie. Rudobrązowe z żółtorudymi podstawami pokrywy mają wyraźne siateczkowanie i wyraźne punktowanie. Kolor odnóży jest rudożółty. Odwłok jest żółtorudy z rudobrązowymi czwartym i piątym z wolnych urotergitów.
Owad afrotropikalny, znany wyłącznie z Kenii. Spotkany na rzędnych 2300 m n.p.m.